# Alpine A310
Alpine A310 är en fransk sportbil från Alpine, tillverkad 1971-1984. Alpine A310 efterträdde Alpine A110.